# Bulbul capgroc
El bulbul capgroc (Pycnonotus zeylanicus) és una espècie d'ocell de la família dels picnonòtids (Pycnonotidae). Es troba a Brunei, Indonèsia, Malàisia i Myanmar. També nidifica a Singapur. Els seus hàbitats principals són els boscos tropicals i subtropicals de frondoses humits de les terres baixes, els manglars, els matollars humits tropicals i subtropicals, les zones riberenques, les terres llaurades, les plantacions i les àrees forestals fortament degradades. El seu estat de conservació es considera en perill crític d'extinció.